# Мунина
Му́нина (пол. Munina) — село у Польщі, у гміні Ярослав Ярославського повіту Підкарпатського воєводства.
Населення — 2030 осіб (2011).

## Розташування
Знаходиться на відстані 5 км на південний схід від Ярослава.

## Історія
1884 року через село було прокладено залізничну колію, відкрито залізничну станцію Мунина. Сьогодні це вузлова станція.
Лівобережне Надсяння піддавалось інтенсивній латинізації та полонізації: якщо в 1881 р. було 290 греко-католиків (також було 860 римо-католиків і 16 юдеїв), то в 1936 р. — вже лиш 25 (належали до парафії Ярослав Ярославського деканату Перемишльської єпархії).
З 1934 до 1954 року існувала ґміна Мунина. З 1975 по 1998 село знаходилося у Перемиському воєводстві.
У 1945—1946 роках з села було переселено 3 українські сім'ї (9 осіб). Переселенці опинилися в населених пунктах Тернопільської і Станіславської області.
У 1975—1998 роках село належало до Перемишльського воєводства.

## Демографія
Демографічна структура станом на 31 березня 2011 року:
|          | Загалом | Допрацездатний вік | Працездатний вік | Постпрацездатний вік |
| -------- | ------- | ------------------ | ---------------- | -------------------- |
| Чоловіки | 979     | 194                | 694              | 91                   |
| Жінки    | 1051    | 192                | 645              | 214                  |
| Разом    | 2030    | 386                | 1339             | 305                  |